# مرو تويد
مرو تويد هو سياسي كندي، ولد في 6 أغسطس 1955 في Rural Municipality of Brenda ‏ في كندا. نشط حزبياً في حزب المحافظين الكندي.

## مناصب
- في الانتخابات الاتحادية الكندية 2011 [الإنجليزية]‏، انتخب عضو مجلس العموم الكندي عن دائرة Brandon—Souris [الإنجليزية]‏ وقد انضم خلال فترته النيابية [الإنجليزية]‏ (2 مايو 2011 – 18 أكتوبر 2015) للكتلة البرلمانية حزب المحافظين الكندي.
- في الانتخابات الاتحادية الكندية 2008 [الإنجليزية]‏، انتخب عضو مجلس العموم الكندي عن دائرة Brandon—Souris [الإنجليزية]‏ وقد انضم خلال فترته النيابية [الإنجليزية]‏ (14 أكتوبر 2008 – 1 مايو 2011) للكتلة البرلمانية حزب المحافظين الكندي.
- انتخب عضو مجلس العموم الكندي عن دائرة Brandon—Souris [الإنجليزية]‏ وقد انضم خلال فترته النيابية [الإنجليزية]‏ للكتلة البرلمانية حزب المحافظين الكندي.
- انتخب عضو مجلس العموم الكندي عن دائرة Brandon—Souris [الإنجليزية]‏ وقد انضم خلال فترته النيابية [الإنجليزية]‏ للكتلة البرلمانية حزب المحافظين الكندي.